# Traulia elegans
Traulia elegans är en insektsart som beskrevs av Willemse, C. 1921. Traulia elegans ingår i släktet Traulia och familjen gräshoppor. Inga underarter finns listade i Catalogue of Life.